# Хэ Инцинь
Хэ Инцинь (кит. трад. 何應欽, упр. 何应钦, пиньинь Hé Yìngqīn), взрослое имя Цзинчжи (кит. 敬之; 2 апреля 1890 — 21 октября 1987) — генерал НРА, один из соратников Чан Кайши, в течение долгого времени был военным министром правительства Китайской Республики.

## Молодые годы
В 1901 году Хэ Инцинь поступил в находившееся в провинции Гуйчжоу военное училище сухопутных войск начального уровня, а год спустя перевёлся в находившееся в Учане военное училище сухопутных войск среднего уровня. В 1908 году он был отправлен на учёбу в Японию в военное училище «Синбу Гакко» в Токио, потом перевёлся в Рикугун сикан гакко. В этот период он познакомился с Чан Кайши и стал членом Тунмэнхой. Учёба в Японии продолжалась до 1916 года.
После Синьхайской революции 1911 года в Китае губернаторы всех провинций заботились об укреплении собственных вооружённых сил. Лю Сяньши — губернатор провинции Гуйчжоу — решил создать в провинции своё военное училище, и поручил сыну, обучавшемуся в Японии, подобрать для неё кадры. В числе рекомендованных сыном Лю был и Хэ Инцинь, его кандидатуру также поддержал Ван Вэньхуа (командующий Армией провинции Гуйчжоу), поэтому Хэ стал полковником 4-го полка Армии провинции Гуйчжоу.
Хэ быстро завоевал доверие Вана, и позднее женился на его сестре. В борьбе между Ваном и Лю он поддержал Вана, и когда тот в 1920 году пришёл к власти, то Хэ Инцинь стал ректором военного училища, командующим полицией и бригадиром 5-й бригады Армии провинции Гуйчжоу.

## В рядахГоминьдана
В 1924 году, по поручению Сунь Ятсена, Чан Кайши приступил к созданию Академии Вампу. По его рекомендации Сунь Ятсен назначил Хэ Инциня главным инструктором Академии. В Академии Хэ постоянно поддерживал Чана и стал его соратником. Когда Сунь Ятсену пришлось воевать против местного милитариста Чэнь Цзюнмина, то из курсантов Академии было сформировано два полка, и Хэ возглавил один из них. Отвага и военное мастерство, проявленные Хэ в этих боях, произвели впечатление как на Чан Кайши, так и на советского военного советника «Зоя Галина».
Когда в июле 1925 года началось формирование НРА, то из курсантов Академии была сформирована 1-я армия, которую возглавил Чан Кайши. Хэ стал командиром одной из дивизий, а политруком в его дивизии был Чжоу Эньлай. В сентябре того же года Хэ вновь продемонстрировал свой военный талант в ещё одной схватке с Чэнь Цзюнмином.
Во время Северного похода Хэ действовал под руководством Чан Кайши. Его войска захватили провинции Гуандун и Фуцзянь, а потом вторглись в Чжэцзян. Когда Чан Кайши выступил против коммунистов, и расколол союз гоминьдана и КПК, то Хэ поддержал Чана. В 1927 году войска Хэ Инциня и Бай Чунси устроили резню коммунистов в Шанхае.
После объединения страны Хэ Инцинь стал начальником штаба НРА, а в 1930 году занял пост военного министра. В 1931 году Хэ Инцинь был назначен командующим Вторым наступлением на Центральный советский район в Цзянси против КПК, но его войска понесли большие потери, и наступление завершилось неудачей.

## На севере Китая
В 1931 году Япония захватила Маньчжурию, а затем, в 1933 году, вторглась в провинцию Жэхэ. Однако Чан Кайши полагал основным врагом коммунистов, и считал, что с Японией нужно договориться миром. Поэтому Хэ Инцинь был послан на север Китая, где сменил Чжан Сюэляна на посту командующего войсками на севере Китая и подписал с японцами перемирие в Тангу. Однако несмотря на попытки китайской стороны урегулировать отношения с Японией, командование Квантунской армии вело свою игру, и нагнетало обстановку. 10 июня 1935 года Хэ Инцинь был вынужден подписать соглашение, вошедшее в историю как «Соглашение Хэ—Умэдзу». После этого Хэ Инцинь вернулся в Нанкин для выполнения своих обязанностей в качестве министра.

## Сианьский инцидент
12 декабря 1936 года Чан Кайши был арестован в Сиане генералами Чжан Сюэляном и Ян Хучэном. Когда об этом стало известно в Нанкине, то было срочно созвано совместное заседание Постоянного комитета и Центрального политического совета ЦИК гоминьдана. Было решено возложить исполнение обязанностей председателя Исполнительного юаня на Кун Сянси, а Хэ Инциню поручить проведение мобилизации армии. Считается, что на том совещании Хэ Инцинь предложил подвергнуть Сиань бомбардировке, а когда Сун Мэйлин сказала, что это может подвергнуть опасности жизнь Чан Кайши, то он резко оборвал её, заявив, что генералиссимус уже мёртв.
Планы Хэ подвергнуть Сиань бомбардировке, неминуемо поставившей бы жизнь Верховного главнокомандующего под угрозу, явились для министра своеобразной чёрной меткой. Инспирированная сторонниками Чана кампания в прессе кричала о «столичном заговоре», подготавливаемом высшими офицерами. По версии журналистов, часть армейских командиров увидели в похищении шанс изолировать генералиссимуса и установить в стране собственную диктатуру. Поползли слухи о том, будто Хэ Инцинь уже обратился к Ван Цзинвэю с просьбой сформировать правительство, способное проявить куда большую гибкость в отношениях с Японией.
Как писал Эдгар Сноу, «Чан Кайши вскоре после ареста начал понимать, что главные „предатели“ находятся не в Сиане, а в Нанкине. Он не хотел стать трупом, шагая через который Хэ Инцинь добьётся диктаторских полномочий. Он спустился с высот Олимпа и стал придерживаться реалистических позиций при ведении дел с простыми смертными, в чьих руках находилась его жизнь. Даже с „красными бандитами“!».
Когда Чан Кайши вернулся в столицу, то стало ясно, что его доверие к сановникам типа Хэ резко пошатнулось. Считавшего себя второй по значимости фигурой правящего режима Хэ Инциня не мог не разозлить тот факт, что своим официальным преемником Чан Кайши назначил генерала Чэнь Чэна, бывшего вместе с ним узником Чжан Сюэляна. Хотя Хэ и сохранил пост военного министра, реальной власти у него почти не осталось.

## Война с Японией
С началом войны с Японией Хэ Инцинь вновь стал начальником штаба Чан Кайши. В 1944 году пост министра обороны занял Чэнь Чэн, а Хэ был назначен главнокомандующим Китайским театром военных действий (громкий титул, за которым не стояло никакой реальной власти) и отправлен в провинцию Юньнань для подготовки китайского экспедиционного корпуса, создаваемого по предложению генерала Стилвелла для поддержки операций Союзников в Юго-Восточной Азии.
В августе 1945 года, когда Япония заявила о капитуляции, Хэ Инцинь был назначен в качестве представителя одновременно правительства Китая и Союзного командования в Юго-Восточной Азии для приёма капитуляции японских войск в Китае. 9 сентября 1945 года Хэ Инцинь принял капитуляцию от командующего японскими войсками в Китае генерала Окамура Ясудзи. Это был высший взлёт карьеры Хэ.

## Период гражданской войны в Китае
Когда в 1946 году в гоминьдановском правительстве было образовано Министерство обороны, то его главой в итоге стал Бай Чунси, а должность начальника штаба получил Чэнь Чэн. Хэ Инцинь был послан в качестве главы китайской военной делегации в Совет Безопасности ООН. Год спустя Хэ был отозван обратно и стал старшим военным советником, а в 1948 году вновь стал министром обороны (в период краха государства гоминьдановское правительство пробовало все средства в попытках стабилизации ситуации).
В 1949 году Чан Кайши ушёл в отставку, и президентом стал Ли Цзунжэнь. Чтобы уравновесить его власть, Чан попросил Хэ занять должность спикера, а позднее он стал главой Исполнительного Юаня в правительстве Ли. В качестве главы правительства Хэ предложил подписать с КПК соглашение о немедленном прекращении огня и последующих переговорах о будущем страны, надеясь этим выиграть время, но коммунистические лидеры не дали себя одурачить. НОАК форсировала Янцзы, взяла Нанкин и начала наступление на юг. Будучи не в силах контролировать ситуацию, Хэ и его кабинет министров ушли в отставку в Гуанчжоу.

## Последние годы жизни
Перебравшись на Тайвань, Хэ Инцинь ушёл из политической жизни. Он прожил больше, чем большинство патриархов гоминьдана, и скончался в 1987 году. Его останки покоятся на Тайване на Военном кладбище на горе Учжи.